# Kricogonia
Kricogonia es un género de mariposas de la familia Pieridae.

## Descripción
Especie tipo por designación original Colias lyside Godart, 1819.

## Diversidad
Existen 2 especies reconocidas en el género, todas ellas tienen distribución caribeña, pero una de ellas se extiende hasta la región Neártica

## Plantas hospederas
Las especies del género Kricogonia se alimentan de plantas de la familia Zygophyllaceae, todos los reportes conocidos indican que sólo comen plantas del género Guaiacum, incluyendo a Guaiacum angustifolium (=Porlieria angustifolia).